# Rothia panganica
Rothia panganica là một loài bướm đêm trong họ Noctuidae.